# 切尔茜·格雷
切尔茜·妮歇尔·格雷（英語：Chelsea Nichelle Gray，1992年10月8日—），美国女子篮球运动员，2020年夏季奥林匹克运动会女子金牌得主、2022年女子世界盃籃球賽金牌得主、2024年夏季奥林匹克运动会女子金牌得主。